# Handwerkskammer für Oberfranken
Die Handwerkskammer für Oberfranken in Bayreuth ist die in Oberfranken zuständige Handwerkskammer als Interessenvertretung und Dienstleister für das ansässige Handwerk, handwerksähnlicher Betriebe und deren Mitarbeiter und Lehrlinge. Sie vertritt damit über 16.000 Betriebe und über 78.000 Mitarbeiter.
Die wichtigsten Aufgaben, die die HWK für Oberfranken für das Handwerk wahrnimmt, sind die politische Interessenvertretung, die berufliche Aus- und Weiterbildung, das Angebot von Beratungs- und Serviceleistungen und die Durchführung hoheitlicher Aufgaben.
Die HWK für Oberfranken unterhält Berufsbildungs- und Technologiezentren in Bamberg, Bayreuth, Coburg und Hof (Saale).

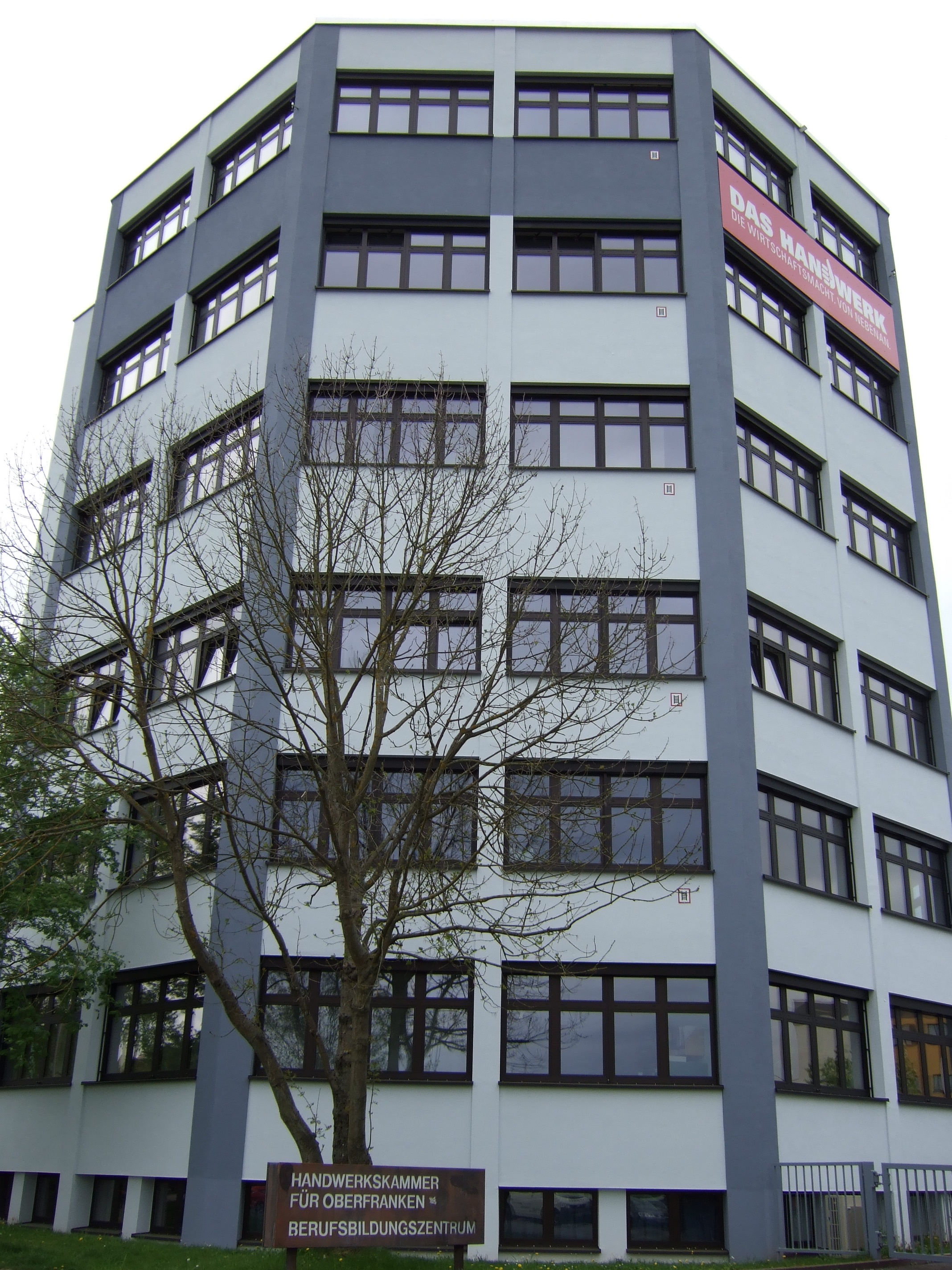
Berufsbildungs- und Technologiezentrum in Bayreuth
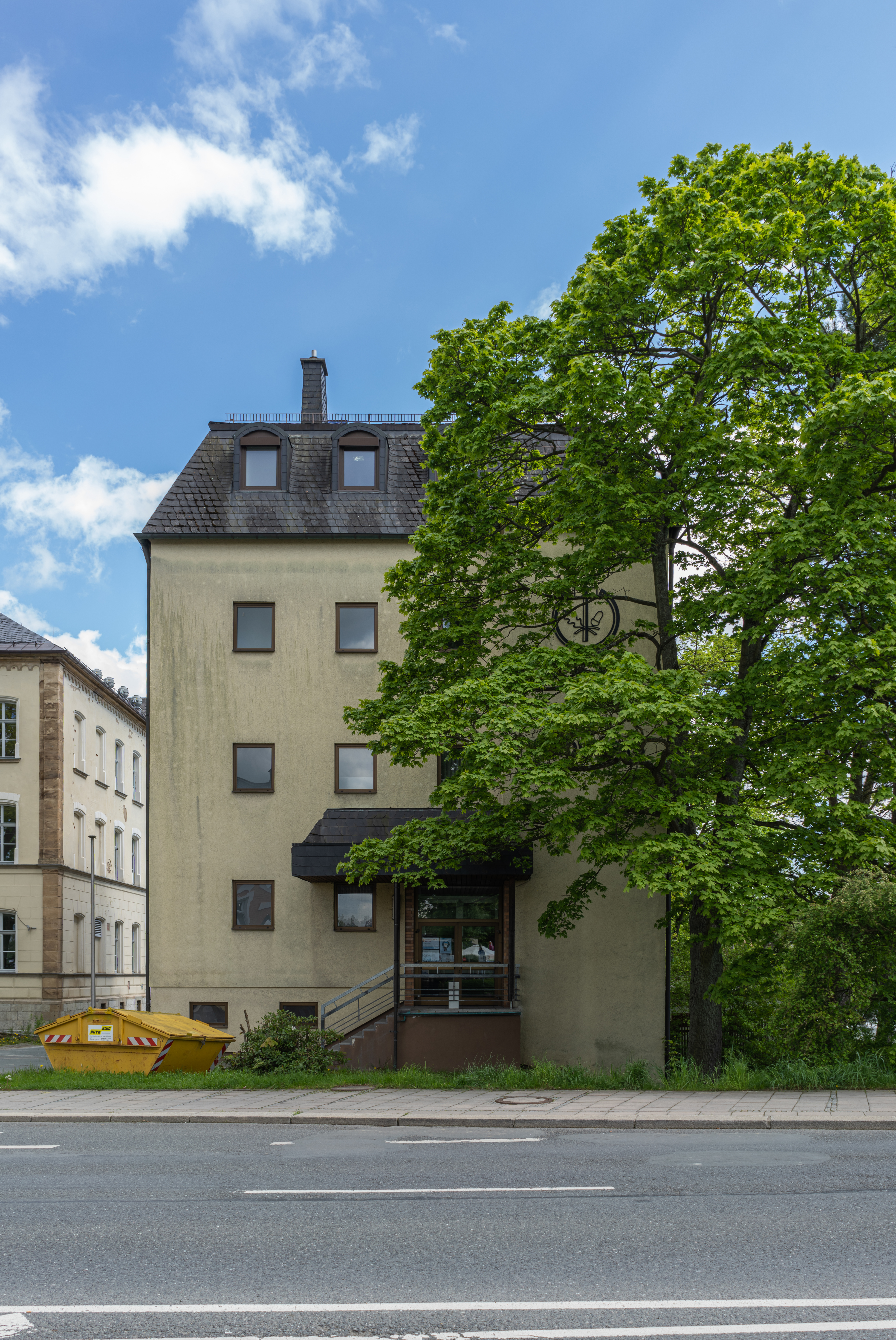
Gebäude in Hof am Pestalozziplatz